# Benon Miśkiewicz
Benon Miśkiewicz (ur. 27 maja 1930 w Baranowiczach, zm. 20 listopada 2008 w Poznaniu) – polski historyk, rektor Uniwersytetu im. Adama Mickiewicza w Poznaniu, polityk komunistyczny, minister nauki, szkolnictwa wyższego i techniki i minister nauki i szkolnictwa wyższego.

## Życiorys
Uczęszczał do Gimnazjum i Liceum im. Jana Kasprowicza w Inowrocławiu. W 1969 utworzył Zakład Historii Wojskowości Instytutu Historii Uniwersytetu im. Adama Mickiewicza w Poznaniu i był jego wieloletnim kierownikiem. Od 1970 profesor Uniwersytetu im. Adama Mickiewicza w Poznaniu. W latach 1966-72 pełnił obowiązki prorektora, a w latach 1972–1981 rektora uczelni.
Od 1949 r. należał do Polskiej Zjednoczonej Partii Robotniczej. Od 26 stycznia 1982 r. do 1 stycznia 1985 r. minister nauki, szkolnictwa wyższego i techniki, w rządzie Wojciecha Jaruzelskiego, a następnie do 24 października 1987 Minister nauki i szkolnictwa wyższego w rządzie Zbigniewa Messnera.
W 1983 r. wybrany w skład Prezydium Krajowej Rady Towarzystwa Przyjaźni Polsko-Radzieckiej. W latach 1986–1989 był członkiem Ogólnopolskiego Komitetu Grunwaldzkiego. W latach 1987–1990 przewodniczył Centralnej Komisji ds. Kadr Naukowych przy Prezesie Rady Ministrów.
Zmarł 20 listopada 2008 r. w Poznaniu. Został pochowany na cmentarzu kaplicy św. Rozalii w Sławnie.

## Odznaczenia i nagrody
- Orderem Sztandaru Pracy II klasy
- Krzyż Komandorski z Gwiazdą Orderu Odrodzenia Polski[6]
- statuetka „Dobosz Powstania Wielkopolskiego” (2001) - przyznana przez Zarząd Główny Towarzystwa Pamięci Powstania Wielkopolskiego 1918/1919[7]
- Srebrny Order „Gwiazda Przyjaźni między Narodami” (NRD, 1986)[8]
- Nagroda im. Ludwika Waryńskiego (1984) jako współautor monografii "Powstanie Wielkopolskie 1918-1919. Zarys Dziejów" (PWN, wyd. II)[9].

## Wybrane publikacje
- Wstęp do badań historycznych, wydawnictwo: Wydawnictwo Naukowe PWN s. 352 (1988), ISBN 83-01-08494-4
- Wojsko polskie w XX wieku, wydawnictwo Kurpisz 2006. ISBN 83-89738-76-7
- Wielkopolska w dziejach oręża polskiego. X–XX wiek, wydawnictwo Wyższa Szkoła Nauk Humanistycznych i Dziennikarstwa s. 268 (2008) ISBN 978-83-87653-17-0
- Powstanie Wielkopolskie (wspólnie z Antoni Czubiński i Zdzisław Grot). Wydanie I – PWN 1978 r. Wydanie III – PWN Oddział w Poznaniu 1988 r. ISBN 83-01-08666-1.